# Copperbelt (circonscription territoriale)
Pour les articles homonymes, voir Copperbelt.
Circonscription électorale territoriale du Canada
Copperbelt est une ancienne circonscription électorale territoriale du Yukon au (Canada).

## Liste des députés
|  | 2002 - 2005 | Haakon Arntzen (en) | Parti du Yukon |
|  | 2002 - 2005 | Haakon Arntzen (en) | Indépendant    |
|  | 2005 - 2006 | Arthur Mitchell     | Libéraux       |
|  | 2006 - 2011 | Arthur Mitchell     | Libéraux       |

Légende : Le nom en gras signifie que la personne a été chef d'un parti politique.